# 올림픽 메달 집계
다음은 역사상 치러진 모든 올림픽 경기의 메달 집계이다. 이는 1896년부터 2018년까지 치러진 하계 올림픽과 동계 올림픽을 포함하며, 국제 올림픽 위원회(IOC)가 공식적으로 인정하지 않는 1906년 중간 올림픽은 제외된다. IOC는 각 대회별 메달 집계만을 발표하므로, 아래 표는 각각의 표를 모두 합산한 결과를 나타낸다.

## 국가별 메달 획득 현황
| 국가 (IOC 코드)                    | 하계 참가 횟수 |       |       |       |        | 동계 참가 횟수 |       |       |       |       | 전체 참가 횟수 |       |       |       |        |
| ---------------------------------- | -------------- | ----- | ----- | ----- | ------ | -------------- | ----- | ----- | ----- | ----- | -------------- | ----- | ----- | ----- | ------ |
| 아프가니스탄 (AFG)                 | 16             | 0     | 0     | 2     | 2      | 0              | 0     | 0     | 0     | 0     | 16             | 0     | 0     | 2     | 2      |
| 알바니아 (ALB)                     | 10             | 0     | 0     | 2     | 2      | 5              | 0     | 0     | 0     | 0     | 15             | 0     | 0     | 2     | 2      |
| 알제리 (ALG)                       | 15             | 7     | 4     | 9     | 20     | 3              | 0     | 0     | 0     | 0     | 18             | 7     | 4     | 9     | 20     |
| 아르헨티나 (ARG)                   | 26             | 22    | 27    | 31    | 80     | 20             | 0     | 0     | 0     | 0     | 46             | 22    | 27    | 31    | 80     |
| 아르메니아 (ARM)                   | 8              | 2     | 11    | 9     | 22     | 8              | 0     | 0     | 0     | 0     | 16             | 2     | 11    | 9     | 22     |
| 오스트랄라시아 (ANZ)[ANZ]          | 2              | 3     | 4     | 5     | 12     | 0              | 0     | 0     | 0     | 0     | 2              | 3     | 4     | 5     | 12     |
| 오스트레일리아 (AUS)[AUS][Z]       | 28             | 182   | 192   | 226   | 600    | 20             | 6     | 7     | 6     | 19    | 48             | 188   | 199   | 232   | 619    |
| 오스트리아 (AUT)                   | 29             | 22    | 35    | 44    | 101    | 24             | 71    | 88    | 91    | 250   | 53             | 93    | 123   | 135   | 351    |
| 아제르바이잔 (AZE)                 | 8              | 9     | 16    | 31    | 56     | 7              | 0     | 0     | 0     | 0     | 15             | 9     | 16    | 31    | 56     |
| 바하마 (BAH)                       | 18             | 8     | 2     | 6     | 16     | 0              | 0     | 0     | 0     | 0     | 18             | 8     | 2     | 6     | 16     |
| 바레인 (BRN)                       | 11             | 4     | 3     | 1     | 8      | 0              | 0     | 0     | 0     | 0     | 11             | 4     | 3     | 1     | 8      |
| 바베이도스 (BAR)[BAR]              | 14             | 0     | 0     | 1     | 1      | 0              | 0     | 0     | 0     | 0     | 14             | 0     | 0     | 1     | 1      |
| 벨라루스 (BLR)                     | 7              | 13    | 30    | 42    | 85     | 8              | 8     | 7     | 5     | 20    | 15             | 21    | 37    | 47    | 105    |
| 벨기에 (BEL)                       | 28             | 47    | 57    | 63    | 167    | 22             | 2     | 2     | 4     | 8     | 50             | 49    | 59    | 67    | 175    |
| 버뮤다 (BER)                       | 20             | 1     | 0     | 1     | 2      | 8              | 0     | 0     | 0     | 0     | 28             | 1     | 0     | 1     | 2      |
| 보헤미아 (BOH)[BOH][Z]             | 3              | 0     | 1     | 3     | 4      | 0              | 0     | 0     | 0     | 0     | 3              | 0     | 1     | 3     | 4      |
| 보츠와나 (BOT)                     | 12             | 1     | 2     | 1     | 4      | 0              | 0     | 0     | 0     | 0     | 12             | 1     | 2     | 1     | 4      |
| 브라질 (BRA)                       | 24             | 40    | 49    | 81    | 170    | 9              | 0     | 0     | 0     | 0     | 33             | 40    | 49    | 81    | 170    |
| 서인도 연방 (BWI)[BWI]             | 1              | 0     | 0     | 2     | 2      | 0              | 0     | 0     | 0     | 0     | 1              | 0     | 0     | 2     | 2      |
| 불가리아 (BUL)[H]                  | 22             | 57    | 89    | 85    | 231    | 21             | 1     | 2     | 3     | 6     | 43             | 58    | 91    | 88    | 237    |
| 부르키나파소 (BUR)                 | 11             | 0     | 0     | 1     | 1      | 0              | 0     | 0     | 0     | 0     | 11             | 0     | 0     | 1     | 1      |
| 부룬디 (BDI)                       | 8              | 1     | 1     | 0     | 2      | 0              | 0     | 0     | 0     | 0     | 8              | 1     | 1     | 0     | 2      |
| 카메룬 (CMR)                       | 16             | 3     | 1     | 2     | 6      | 1              | 0     | 0     | 0     | 0     | 17             | 3     | 1     | 2     | 6      |
| 캐나다 (CAN)                       | 28             | 80    | 117   | 156   | 353    | 24             | 77    | 72    | 76    | 225   | 52             | 157   | 189   | 232   | 578    |
| 카보베르데 (CPV)                   | 8              | 0     | 0     | 1     | 1      | 0              | 0     | 0     | 0     | 0     | 8              | 0     | 0     | 1     | 1      |
| 칠레 (CHI)[I]                      | 25             | 3     | 8     | 4     | 15     | 18             | 0     | 0     | 0     | 0     | 43             | 3     | 8     | 4     | 15     |
| 중화인민공화국 (CHN)[CHN]          | 12             | 303   | 226   | 198   | 727    | 12             | 22    | 32    | 23    | 77    | 24             | 325   | 257   | 221   | 804    |
| 콜롬비아 (COL)                     | 21             | 5     | 16    | 17    | 38     | 3              | 0     | 0     | 0     | 0     | 24             | 5     | 16    | 17    | 38     |
| 코스타리카 (CRC)                   | 17             | 1     | 1     | 2     | 4      | 6              | 0     | 0     | 0     | 0     | 23             | 1     | 1     | 2     | 4      |
| 코트디부아르 (CIV)[CIV]            | 15             | 1     | 1     | 3     | 5      | 0              | 0     | 0     | 0     | 0     | 15             | 1     | 1     | 3     | 5      |
| 크로아티아 (CRO)                   | 9              | 16    | 15    | 17    | 48     | 9              | 4     | 6     | 1     | 11    | 18             | 20    | 21    | 18    | 59     |
| 쿠바 (CUB)[Z]                      | 22             | 86    | 70    | 88    | 244    | 0              | 0     | 0     | 0     | 0     | 22             | 86    | 70    | 88    | 244    |
| 키프로스 (CYP)                     | 12             | 0     | 2     | 0     | 2      | 12             | 0     | 0     | 0     | 0     | 24             | 0     | 2     | 0     | 2      |
| 체코 (CZE)[CZE]                    | 8              | 22    | 22    | 28    | 72     | 8              | 10    | 11    | 13    | 34    | 16             | 32    | 33    | 41    | 106    |
| 체코슬로바키아 (TCH)[TCH]          | 16             | 49    | 49    | 45    | 143    | 16             | 2     | 8     | 15    | 25    | 32             | 51    | 57    | 60    | 168    |
| 덴마크 (DEN)[Z]                    | 29             | 50    | 80    | 84    | 214    | 15             | 0     | 1     | 0     | 1     | 44             | 50    | 81    | 84    | 215    |
| 지부티 (DJI)[B]                    | 10             | 0     | 0     | 1     | 1      | 0              | 0     | 0     | 0     | 0     | 10             | 0     | 0     | 1     | 1      |
| 도미니카 연방 (DMA)                | 8              | 1     | 0     | 0     | 1      | 1              | 0     | 0     | 0     | 0     | 9              | 1     | 0     | 0     | 1      |
| 도미니카 공화국 (DOM)              | 16             | 4     | 5     | 6     | 15     | 0              | 0     | 0     | 0     | 0     | 16             | 4     | 5     | 6     | 15     |
| 에콰도르 (ECU)                     | 16             | 4     | 4     | 2     | 10     | 2              | 0     | 0     | 0     | 0     | 18             | 4     | 4     | 2     | 10     |
| 이집트 (EGY)[EGY][Z]               | 24             | 9     | 12    | 20    | 41     | 1              | 0     | 0     | 0     | 0     | 25             | 9     | 12    | 20    | 41     |
| 에리트레아 (ERI)                   | 7              | 0     | 0     | 1     | 1      | 2              | 0     | 0     | 0     | 0     | 9              | 0     | 0     | 1     | 1      |
| 에스토니아 (EST)                   | 14             | 10    | 9     | 17    | 36     | 11             | 4     | 2     | 2     | 8     | 25             | 14    | 11    | 19    | 44     |
| 에티오피아 (ETH)                   | 15             | 24    | 15    | 23    | 62     | 2              | 0     | 0     | 0     | 0     | 17             | 24    | 15    | 23    | 62     |
| 피지 (FIJ)                         | 16             | 2     | 1     | 1     | 4      | 3              | 0     | 0     | 0     | 0     | 19             | 2     | 1     | 1     | 4      |
| 핀란드 (FIN)                       | 27             | 101   | 85    | 119   | 305    | 24             | 45    | 65    | 65    | 175   | 51             | 146   | 150   | 184   | 480    |
| 프랑스 (FRA)[O][P][Z]              | 30             | 239   | 277   | 299   | 815    | 24             | 41    | 42    | 55    | 138   | 54             | 280   | 319   | 354   | 953    |
| 가봉 (GAB)                         | 12             | 0     | 1     | 0     | 1      | 0              | 0     | 0     | 0     | 0     | 12             | 0     | 1     | 0     | 1      |
| 조지아 (GEO)                       | 8              | 13    | 15    | 19    | 47     | 8              | 0     | 0     | 0     | 0     | 16             | 13    | 15    | 19    | 47     |
| 독일 (GER)[GER] [Z]                | 18             | 213   | 220   | 255   | 688    | 13             | 104   | 98    | 65    | 267   | 31             | 317   | 318   | 320   | 955    |
| 독일 연합 (EUA)[EUA]               | 3              | 28    | 54    | 36    | 118    | 3              | 8     | 6     | 5     | 19    | 6              | 36    | 60    | 41    | 137    |
| 동독 (GDR)[GDR]                    | 5              | 153   | 129   | 127   | 409    | 6              | 39    | 36    | 35    | 110   | 11             | 192   | 165   | 162   | 519    |
| 서독 (FRG)[FRG]                    | 5              | 56    | 67    | 81    | 204    | 6              | 11    | 15    | 13    | 39    | 11             | 67    | 82    | 94    | 243    |
| 가나 (GHA)[GHA]                    | 16             | 0     | 1     | 4     | 5      | 3              | 0     | 0     | 0     | 0     | 19             | 0     | 1     | 4     | 5      |
| 영국 (GBR)[GBR][Z]                 | 30             | 298   | 340   | 343   | 981    | 24             | 12    | 5     | 17    | 34    | 54             | 310   | 345   | 360   | 1,015  |
| 그리스 (GRE)                       | 30             | 36    | 46    | 47    | 129    | 20             | 0     | 0     | 0     | 0     | 50             | 36    | 46    | 47    | 129    |
| 그레나다 (GRN)                     | 11             | 1     | 1     | 3     | 5      | 0              | 0     | 0     | 0     | 0     | 11             | 1     | 1     | 3     | 5      |
| 과테말라 (GUA)                     | 15             | 1     | 1     | 1     | 3      | 1              | 0     | 0     | 0     | 0     | 16             | 1     | 1     | 1     | 3      |
| 가이아나 (GUY)[GUY]                | 19             | 0     | 0     | 1     | 1      | 0              | 0     | 0     | 0     | 0     | 19             | 0     | 0     | 1     | 1      |
| 아이티 (HAI)[J]                    | 17             | 0     | 1     | 1     | 2      | 1              | 0     | 0     | 0     | 0     | 18             | 0     | 1     | 1     | 2      |
| 홍콩 (HKG)[HKG]                    | 18             | 4     | 3     | 6     | 13     | 6              | 0     | 0     | 0     | 0     | 24             | 4     | 3     | 6     | 13     |
| 헝가리 (HUN)                       | 28             | 187   | 161   | 182   | 530    | 24             | 2     | 2     | 6     | 10    | 52             | 189   | 163   | 188   | 540    |
| 아이슬란드 (ISL)                   | 22             | 0     | 2     | 2     | 4      | 19             | 0     | 0     | 0     | 0     | 41             | 0     | 2     | 2     | 4      |
| 인도 (IND)[F]                      | 26             | 10    | 10    | 21    | 41     | 11             | 0     | 0     | 0     | 0     | 37             | 10    | 10    | 21    | 41     |
| 인도네시아 (INA)                   | 17             | 10    | 14    | 16    | 40     | 0              | 0     | 0     | 0     | 0     | 17             | 10    | 14    | 16    | 40     |
| 이란 (IRI)[K]                      | 18             | 27    | 29    | 32    | 88     | 12             | 0     | 0     | 0     | 0     | 30             | 27    | 29    | 32    | 88     |
| 이라크 (IRQ)                       | 16             | 0     | 0     | 1     | 1      | 0              | 0     | 0     | 0     | 0     | 16             | 0     | 0     | 1     | 1      |
| 아일랜드 (IRL)                     | 23             | 15    | 10    | 17    | 42     | 8              | 0     | 0     | 0     | 0     | 31             | 15    | 10    | 17    | 42     |
| 이스라엘 (ISR)                     | 18             | 4     | 6     | 10    | 20     | 8              | 0     | 0     | 0     | 0     | 26             | 4     | 6     | 10    | 20     |
| 이탈리아 (ITA)[M][S]               | 29             | 229   | 201   | 228   | 658    | 24             | 42    | 43    | 56    | 141   | 53             | 271   | 244   | 284   | 799    |
| 자메이카 (JAM)[JAM]                | 19             | 27    | 39    | 28    | 94     | 9              | 0     | 0     | 0     | 0     | 28             | 27    | 39    | 28    | 94     |
| 일본 (JPN)                         | 24             | 189   | 162   | 191   | 542    | 22             | 17    | 29    | 30    | 76    | 46             | 206   | 191   | 221   | 618    |
| 요르단 (JOR)                       | 12             | 1     | 2     | 1     | 4      | 0              | 0     | 0     | 0     | 0     | 12             | 1     | 2     | 1     | 4      |
| 카자흐스탄 (KAZ)                   | 8              | 15    | 25    | 38    | 78     | 8              | 1     | 3     | 4     | 8     | 16             | 16    | 28    | 42    | 86     |
| 케냐 (KEN)                         | 16             | 39    | 44    | 41    | 124    | 4              | 0     | 0     | 0     | 0     | 20             | 39    | 44    | 41    | 124    |
| 코소보 (KOS)                       | 3              | 3     | 1     | 1     | 5      | 2              | 0     | 0     | 0     | 0     | 5              | 3     | 1     | 1     | 5      |
| 조선민주주의인민공화국 (PRK)       | 11             | 16    | 18    | 27    | 61     | 9              | 0     | 1     | 1     | 2     | 20             | 16    | 19    | 28    | 63     |
| 대한민국 (KOR)                     | 19             | 109   | 100   | 111   | 320    | 19             | 33    | 30    | 16    | 79    | 38             | 142   | 130   | 127   | 399    |
| 쿠웨이트 (KUW)                     | 14             | 0     | 0     | 3     | 3      | 0              | 0     | 0     | 0     | 0     | 14             | 0     | 0     | 3     | 3      |
| 키르기스스탄 (KGZ)                 | 8              | 0     | 5     | 8     | 13     | 8              | 0     | 0     | 0     | 0     | 16             | 0     | 5     | 8     | 13     |
| 라트비아 (LAT)                     | 13             | 4     | 11    | 6     | 21     | 12             | 1     | 3     | 6     | 10    | 25             | 5     | 14    | 12    | 31     |
| 레바논 (LBN)                       | 19             | 0     | 2     | 2     | 4      | 18             | 0     | 0     | 0     | 0     | 37             | 0     | 2     | 2     | 4      |
| 리히텐슈타인 (LIE)                 | 19             | 0     | 0     | 0     | 0      | 20             | 2     | 2     | 6     | 10    | 39             | 2     | 2     | 6     | 10     |
| 리투아니아 (LTU)                   | 11             | 6     | 9     | 15    | 30     | 10             | 0     | 0     | 0     | 0     | 21             | 6     | 9     | 15    | 30     |
| 룩셈부르크 (LUX)[O]                | 26             | 2     | 1     | 0     | 3      | 10             | 0     | 2     | 0     | 2     | 36             | 2     | 3     | 0     | 5      |
| 말레이시아 (MAS)[MAS]              | 15             | 0     | 8     | 7     | 15     | 2              | 0     | 0     | 0     | 0     | 17             | 0     | 8     | 7     | 15     |
| 모리셔스 (MRI)                     | 11             | 0     | 0     | 1     | 1      | 0              | 0     | 0     | 0     | 0     | 11             | 0     | 0     | 1     | 1      |
| 멕시코 (MEX)                       | 25             | 13    | 27    | 37    | 77     | 10             | 0     | 0     | 0     | 0     | 35             | 13    | 27    | 37    | 77     |
| 몰도바 (MDA)                       | 8              | 0     | 3     | 7     | 10     | 8              | 0     | 0     | 0     | 0     | 16             | 0     | 3     | 7     | 10     |
| 몽골 (MGL)                         | 15             | 2     | 12    | 17    | 31     | 15             | 0     | 0     | 0     | 0     | 30             | 2     | 12    | 17    | 31     |
| 몬테네그로 (MNE)                   | 5              | 0     | 1     | 0     | 1      | 4              | 0     | 0     | 0     | 0     | 9              | 0     | 1     | 0     | 1      |
| 모로코 (MAR)                       | 16             | 8     | 5     | 13    | 26     | 8              | 0     | 0     | 0     | 0     | 24             | 8     | 5     | 13    | 26     |
| 모잠비크 (MOZ)                     | 12             | 1     | 0     | 1     | 2      | 0              | 0     | 0     | 0     | 0     | 12             | 1     | 0     | 1     | 2      |
| 나미비아 (NAM)                     | 9              | 0     | 5     | 0     | 5      | 0              | 0     | 0     | 0     | 0     | 9              | 0     | 5     | 0     | 5      |
| 네덜란드 (NED)[Z]                  | 28             | 110   | 112   | 134   | 356    | 22             | 53    | 49    | 45    | 147   | 50             | 163   | 161   | 179   | 503    |
| 네덜란드령 안틸레스 (AHO)[AHO][I]  | 13             | 0     | 1     | 0     | 1      | 2              | 0     | 0     | 0     | 0     | 15             | 0     | 1     | 0     | 1      |
| 뉴질랜드 (NZL)[NZL]                | 25             | 63    | 40    | 54    | 157    | 17             | 2     | 2     | 2     | 6     | 42             | 65    | 42    | 56    | 163    |
| 니제르 (NIG)                       | 14             | 0     | 1     | 1     | 2      | 0              | 0     | 0     | 0     | 0     | 14             | 0     | 1     | 1     | 2      |
| 나이지리아 (NGR)                   | 18             | 3     | 11    | 13    | 27     | 2              | 0     | 0     | 0     | 0     | 20             | 3     | 11    | 13    | 27     |
| 북마케도니아 (MKD)                 | 8              | 0     | 1     | 1     | 2      | 7              | 0     | 0     | 0     | 0     | 15             | 0     | 1     | 1     | 2      |
| 노르웨이 (NOR)[Q]                  | 28             | 65    | 53    | 53    | 171    | 24             | 148   | 134   | 123   | 405   | 52             | 213   | 187   | 176   | 576    |
| 파키스탄 (PAK)                     | 19             | 4     | 3     | 4     | 11     | 4              | 0     | 0     | 0     | 0     | 23             | 4     | 3     | 4     | 11     |
| 파나마 (PAN)                       | 19             | 1     | 1     | 2     | 4      | 0              | 0     | 0     | 0     | 0     | 19             | 1     | 1     | 2     | 4      |
| 파라과이 (PAR)                     | 14             | 0     | 1     | 0     | 1      | 1              | 0     | 0     | 0     | 0     | 15             | 0     | 1     | 0     | 1      |
| 페루 (PER)[L]                      | 20             | 1     | 3     | 1     | 5      | 3              | 0     | 0     | 0     | 0     | 23             | 1     | 3     | 1     | 5      |
| 필리핀 (PHI)                       | 23             | 3     | 5     | 10    | 18     | 6              | 0     | 0     | 0     | 0     | 29             | 3     | 5     | 10    | 18     |
| 폴란드 (POL)                       | 23             | 73    | 93    | 142   | 308    | 24             | 7     | 7     | 9     | 23    | 47             | 80    | 100   | 151   | 331    |
| 포르투갈 (POR)                     | 26             | 6     | 11    | 15    | 32     | 9              | 0     | 0     | 0     | 0     | 35             | 6     | 11    | 15    | 32     |
| 푸에르토리코 (PUR)                 | 20             | 2     | 2     | 8     | 12     | 8              | 0     | 0     | 0     | 0     | 28             | 2     | 2     | 8     | 12     |
| 카타르 (QAT)                       | 11             | 2     | 2     | 5     | 9      | 0              | 0     | 0     | 0     | 0     | 11             | 2     | 2     | 5     | 9      |
| 난민 (EOR)                         | 3              | 0     | 0     | 1     | 1      | 0              | 0     | 0     | 0     | 0     | 3              | 0     | 0     | 1     | 1      |
| 루마니아 (ROU)                     | 23             | 93    | 101   | 123   | 317    | 22             | 0     | 0     | 1     | 1     | 45             | 93    | 101   | 124   | 318    |
| 러시아 (RUS)[RUS]                  | 6              | 147   | 126   | 150   | 423    | 6              | 47    | 39    | 35    | 121   | 12             | 194   | 165   | 185   | 544    |
| 러시아 제국 (RU1)[RU1]             | 3              | 1     | 4     | 3     | 8      | 0              | 0     | 0     | 0     | 0     | 3              | 1     | 4     | 3     | 8      |
| 소련 (URS)[URS]                    | 9              | 395   | 319   | 296   | 1,010  | 9              | 78    | 57    | 59    | 194   | 18             | 473   | 376   | 355   | 1,204  |
| 연합 (EUN)[EUN]                    | 1              | 45    | 38    | 29    | 112    | 1              | 9     | 6     | 8     | 23    | 2              | 54    | 44    | 37    | 135    |
| 러시아 출신 (OAR)[OAR]             | 0              | 0     | 0     | 0     | 0      | 1              | 2     | 6     | 9     | 17    | 1              | 2     | 6     | 9     | 17     |
| ROC (ROC)[ROC]                     | 1              | 20    | 28    | 23    | 71     | 1              | 5     | 12    | 15    | 32    | 2              | 25    | 40    | 38    | 103    |
| 사모아 (SAM)                       | 11             | 0     | 1     | 0     | 1      | 0              | 0     | 0     | 0     | 0     | 11             | 0     | 1     | 0     | 1      |
| 세인트루시아 (LCA)                 | 8              | 1     | 1     | 0     | 2      | 0              | 0     | 0     | 0     | 0     | 8              | 1     | 1     | 0     | 2      |
| 산마리노 (SMR)                     | 16             | 0     | 1     | 2     | 3      | 11             | 0     | 0     | 0     | 0     | 27             | 0     | 1     | 2     | 3      |
| 사우디아라비아 (KSA)               | 13             | 0     | 2     | 2     | 4      | 1              | 0     | 0     | 0     | 0     | 14             | 0     | 2     | 2     | 4      |
| 세네갈 (SEN)                       | 16             | 0     | 1     | 0     | 1      | 5              | 0     | 0     | 0     | 0     | 21             | 0     | 1     | 0     | 1      |
| 세르비아 (SRB)[SRB]                | 6              | 9     | 8     | 12    | 29     | 4              | 0     | 0     | 0     | 0     | 10             | 9     | 8     | 12    | 29     |
| 세르비아 몬테네그로 (SCG)[YUG/SCG] | 3              | 2     | 4     | 3     | 9      | 3              | 0     | 0     | 0     | 0     | 6              | 2     | 4     | 3     | 9      |
| 싱가포르 (SGP)                     | 18             | 1     | 2     | 3     | 6      | 1              | 0     | 0     | 0     | 0     | 19             | 1     | 2     | 3     | 6      |
| 슬로바키아 (SVK)[SVK]              | 8              | 10    | 14    | 9     | 33     | 8              | 4     | 4     | 2     | 10    | 16             | 14    | 18    | 11    | 43     |
| 슬로베니아 (SLO)                   | 9              | 10    | 10    | 11    | 31     | 9              | 4     | 8     | 12    | 24    | 18             | 14    | 18    | 23    | 55     |
| 남아프리카 공화국 (RSA)            | 21             | 28    | 36    | 31    | 95     | 7              | 0     | 0     | 0     | 0     | 28             | 28    | 36    | 31    | 95     |
| 스페인 (ESP)[Z]                    | 25             | 53    | 76    | 58    | 187    | 21             | 1     | 1     | 3     | 5     | 46             | 54    | 77    | 61    | 192    |
| 스리랑카 (SRI)[SRI]                | 19             | 0     | 2     | 0     | 2      | 0              | 0     | 0     | 0     | 0     | 19             | 0     | 2     | 0     | 2      |
| 수단 (SUD)                         | 14             | 0     | 1     | 0     | 1      | 0              | 0     | 0     | 0     | 0     | 14             | 0     | 1     | 0     | 1      |
| 수리남 (SUR)[E]                    | 14             | 1     | 0     | 1     | 2      | 0              | 0     | 0     | 0     | 0     | 14             | 1     | 0     | 1     | 2      |
| 스웨덴 (SWE)[Z]                    | 29             | 151   | 181   | 182   | 514    | 24             | 65    | 51    | 60    | 176   | 53             | 216   | 232   | 242   | 690    |
| 스위스 (SUI)                       | 30             | 54    | 81    | 79    | 214    | 24             | 63    | 47    | 58    | 168   | 54             | 117   | 128   | 137   | 382    |
| 시리아 (SYR)                       | 15             | 1     | 1     | 2     | 4      | 0              | 0     | 0     | 0     | 0     | 15             | 1     | 1     | 2     | 4      |
| 중화 타이베이 (TPE)[TPE][TPE2]     | 16             | 9     | 11    | 23    | 43     | 13             | 0     | 0     | 0     | 0     | 29             | 9     | 11    | 23    | 43     |
| 타지키스탄 (TJK)                   | 8              | 1     | 1     | 5     | 7      | 4              | 0     | 0     | 0     | 0     | 12             | 1     | 1     | 5     | 7      |
| 탄자니아 (TAN)[TAN]                | 15             | 0     | 2     | 0     | 2      | 0              | 0     | 0     | 0     | 0     | 15             | 0     | 2     | 0     | 2      |
| 태국 (THA)                         | 18             | 11    | 11    | 19    | 41     | 5              | 0     | 0     | 0     | 0     | 23             | 11    | 11    | 19    | 41     |
| 토고 (TOG)                         | 12             | 0     | 0     | 1     | 1      | 2              | 0     | 0     | 0     | 0     | 14             | 0     | 0     | 1     | 1      |
| 통가 (TGA)                         | 11             | 0     | 1     | 0     | 1      | 2              | 0     | 0     | 0     | 0     | 13             | 0     | 1     | 0     | 1      |
| 트리니다드 토바고 (TTO)[TTO]       | 19             | 3     | 5     | 11    | 19     | 4              | 0     | 0     | 0     | 0     | 23             | 3     | 5     | 11    | 19     |
| 튀니지 (TUN)                       | 16             | 6     | 4     | 8     | 18     | 0              | 0     | 0     | 0     | 0     | 16             | 6     | 4     | 8     | 18     |
| 튀르키예 (TUR)                     | 24             | 41    | 29    | 41    | 111    | 18             | 0     | 0     | 0     | 0     | 42             | 41    | 29    | 41    | 111    |
| 투르크메니스탄 (TKM)               | 8              | 0     | 1     | 0     | 1      | 0              | 0     | 0     | 0     | 0     | 8              | 0     | 1     | 0     | 1      |
| 우간다 (UGA)                       | 17             | 5     | 5     | 3     | 13     | 0              | 0     | 0     | 0     | 0     | 17             | 5     | 5     | 3     | 13     |
| 우크라이나 (UKR)                   | 8              | 38    | 41    | 72    | 151    | 8              | 3     | 2     | 4     | 9     | 16             | 41    | 43    | 76    | 160    |
| 아랍에미리트 (UAE)                 | 11             | 1     | 0     | 1     | 2      | 0              | 0     | 0     | 0     | 0     | 11             | 1     | 0     | 1     | 2      |
| 미국 (USA)[P][Q][R][Z][F]          | 29             | 1,101 | 874   | 780   | 2,755  | 24             | 114   | 121   | 95    | 330   | 53             | 1,215 | 995   | 875   | 3,085  |
| 우루과이 (URU)                     | 23             | 2     | 2     | 6     | 10     | 1              | 0     | 0     | 0     | 0     | 24             | 2     | 2     | 6     | 10     |
| 우즈베키스탄 (UZB)                 | 8              | 18    | 8     | 23    | 49     | 8              | 1     | 0     | 0     | 1     | 16             | 19    | 8     | 23    | 50     |
| 베네수엘라 (VEN)                   | 20             | 3     | 7     | 9     | 19     | 4              | 0     | 0     | 0     | 0     | 24             | 3     | 7     | 9     | 19     |
| 베트남 (VIE)                       | 17             | 1     | 3     | 1     | 5      | 0              | 0     | 0     | 0     | 0     | 17             | 1     | 3     | 1     | 5      |
| 미국령 버진아일랜드 (ISV)          | 14             | 0     | 1     | 0     | 1      | 8              | 0     | 0     | 0     | 0     | 22             | 0     | 1     | 0     | 1      |
| 유고슬라비아 (YUG)[YUG to 1992]    | 16             | 26    | 29    | 28    | 83     | 14             | 0     | 3     | 1     | 4     | 30             | 26    | 32    | 29    | 87     |
| 잠비아 (ZAM)[ZAM]                  | 15             | 0     | 1     | 2     | 3      | 0              | 0     | 0     | 0     | 0     | 15             | 0     | 1     | 2     | 3      |
| 짐바브웨 (ZIM)[ZIM]                | 15             | 3     | 4     | 1     | 8      | 1              | 0     | 0     | 0     | 0     | 16             | 3     | 4     | 1     | 8      |
| 개인 중립 (AIN)[AIN]               | 1              | 1     | 3     | 1     | 1      | 0              | 0     | 0     | 0     | 0     | 1              | 1     | 3     | 1     | 5      |
| 독립 (IOA)[IOA]                    | 3              | 1     | 0     | 1     | 2      | 0              | 0     | 0     | 0     | 0     | 3              | 1     | 0     | 1     | 2      |
| 독립 참가 (IOP)[IOP]               | 1              | 0     | 1     | 2     | 3      | 0              | 0     | 0     | 0     | 0     | 1              | 0     | 1     | 2     | 3      |
| 혼성 (ZZX)[ZZX]                    | 3              | 11    | 6     | 8     | 25     | 0              | 0     | 0     | 0     | 0     | 3              | 11    | 6     | 8     | 25     |
| 총합                               | 30             | 5,789 | 5,759 | 6,277 | 17,825 | 24             | 1,171 | 1,169 | 1,160 | 3,500 | 54             | 6,960 | 6,928 | 7,437 | 21,325 |

## 메달을 획득하지 못한 국가
2018년 동계 올림픽 이후, 현재 존재하는 206개 및 사라진 6개의 국가 올림픽 위원회 국가 중 71개국이 메달을 획득하지 못했다.
| 국가 (IOC 코드)              | 하계 참가 횟수 | 동계 참가 횟수 | 전체 참가 횟수 |
| ---------------------------- | -------------- | -------------- | -------------- |
| 알바니아 (ALB)               | 8              | 4              | 12             |
| 아메리칸사모아 (ASA)         | 8              | 1              | 9              |
| 안도라 (AND)                 | 11             | 12             | 23             |
| 앙골라 (ANG)                 | 9              | 0              | 9              |
| 앤티가 바부다 (ANT)          | 10             | 0              | 10             |
| 아루바 (ARU)                 | 8              | 0              | 8              |
| 방글라데시 (BAN)             | 9              | 0              | 9              |
| 벨리즈 (BIZ) [BIZ]           | 12             | 0              | 12             |
| 베냉 (BEN) [BEN]             | 11             | 0              | 11             |
| 부탄 (BHU)                   | 9              | 0              | 9              |
| 볼리비아 (BOL)               | 14             | 6              | 20             |
| 보스니아 헤르체고비나 (BIH)  | 7              | 7              | 14             |
| 영국령 버진아일랜드 (IVB)    | 9              | 2              | 11             |
| 브루나이 (BRU) [A]           | 5              | 0              | 5              |
| 부르키나파소 (BUR) [BUR]     | 9              | 0              | 9              |
| 캄보디아 (CAM)               | 9              | 0              | 9              |
| 카보베르데 (CPV)             | 6              | 0              | 6              |
| 케이맨 제도 (CAY)            | 10             | 2              | 12             |
| 중앙아프리카 공화국 (CAF)    | 10             | 0              | 10             |
| 차드 (CHA)                   | 12             | 0              | 12             |
| 코모로 (COM)                 | 6              | 0              | 6              |
| 콩고 공화국 (CGO)            | 12             | 0              | 12             |
| 콩고 민주 공화국 (COD) [COD] | 10             | 0              | 10             |
| 쿡 제도 (COK)                | 8              | 0              | 8              |
| 도미니카 연방 (DMA)          | 6              | 1              | 7              |
| 엘살바도르 (ESA)             | 11             | 0              | 11             |
| 적도 기니 (GEQ)              | 9              | 0              | 9              |
| 에스와티니 (SWZ)             | 10             | 1              | 11             |
| 감비아 (GAM)                 | 9              | 0              | 9              |
| 괌 (GUM)                     | 8              | 1              | 9              |
| 기니 (GUI)                   | 11             | 0              | 11             |
| 기니비사우 (GBS)             | 6              | 0              | 6              |
| 온두라스 (HON)               | 11             | 1              | 12             |
| 키리바시 (KIR)               | 4              | 0              | 4              |
| 코리아 (COR)                 | 0              | 1              | 1              |
| 라오스 (LAO)                 | 9              | 0              | 9              |
| 레소토 (LES)                 | 11             | 0              | 11             |
| 라이베리아 (LBR) [C]         | 12             | 0              | 12             |
| 리비아 (LBA) [D]             | 10             | 0              | 10             |
| 마다가스카르 (MAD)           | 12             | 2              | 14             |
| 말라위 (MAW)                 | 10             | 0              | 10             |
| 몰디브 (MDV)                 | 8              | 0              | 8              |
| 말리 (MLI)                   | 13             | 0              | 13             |
| 몰타 (MLT)                   | 16             | 2              | 18             |
| 마셜 제도 (MHL)              | 3              | 0              | 3              |
| 모리타니 (MTN)               | 9              | 0              | 9              |
| 미크로네시아 연방 (FSM)      | 5              | 0              | 5              |
| 모나코 (MON) [N]             | 20             | 10             | 30             |
| 미얀마 (MYA) [MYA]           | 17             | 0              | 17             |
| 나우루 (NRU)                 | 6              | 0              | 6              |
| 네팔 (NEP)                   | 13             | 4              | 17             |
| 니카라과 (NCA)               | 12             | 0              | 12             |
| 오만 (OMA)                   | 9              | 0              | 9              |
| 팔라우 (PLW)                 | 5              | 0              | 5              |
| 팔레스타인 (PLE)             | 6              | 0              | 6              |
| 파푸아뉴기니 (PNG)           | 10             | 0              | 10             |
| 르완다 (RWA)                 | 9              | 0              | 9              |
| 세인트키츠 네비스 (SKN)      | 6              | 0              | 6              |
| 세인트루시아 (LCA)           | 6              | 0              | 6              |
| 세인트빈센트 그레나딘 (VIN)  | 8              | 0              | 8              |
| 산마리노 (SMR)               | 14             | 10             | 24             |
| 상투메 프린시페 (STP)        | 6              | 0              | 6              |
| 세이셸 (SEY)                 | 9              | 0              | 9              |
| 시에라리온 (SLE)             | 11             | 0              | 11             |
| 솔로몬 제도 (SOL)            | 9              | 0              | 9              |
| 소말리아 (SOM)               | 9              | 0              | 9              |
| 남수단 (SSD)                 | 1              | 0              | 1              |
| 동티모르 (TLS) [I]           | 4              | 2              | 6              |
| 투르크메니스탄 (TKM)         | 6              | 0              | 6              |
| 투발루 (TUV)                 | 3              | 0              | 3              |
| 바누아투 (VAN)               | 8              | 0              | 8              |
| 예멘 (YEM) [YEM]             | 7              | 0              | 7              |
| 북보르네오 (NBO) [NBO]       | 1              | 0              | 1              |
| 말라야 연방 (MAL) [MAL]      | 2              | 0              | 2              |
| 중화민국 (ROC) [ROC]         | 3              | 0              | 3              |
| 자르 (SAA) [SAA]             | 1              | 0              | 1              |
| 북예멘 (YAR) [YAR]           | 2              | 0              | 2              |
| 남예멘 (YMD) [YMD]           | 1              | 0              | 1              |
| 난민 (ROT) [ROT]             | 1              | 0              | 1              |

## 변형
몇몇 자료에서는 IOC와는 다르게 표를 정렬하기도 한다.

### 초기 올림픽
1900년 하계 올림픽에서는 몇몇 국가들이 IOC의 공식 인증을 받지 않은 채 참가한 국가들이 있다. 룩셈부르크 출신의 미셸 테아토가 획득한 금메달은 IOC에 의해 현재 프랑스의 메달로 집계된다.
1904년 하계 올림픽에서도 같은 문제가 발생하였다. 프랑스의 은메달 및 노르웨이의 두 개의 금메달은 위 표에서는 미국의 메달로 다뤄지고 있다. 또한 뉴펀들랜드 또한 메달 획득에는 실패했지만 1904년 올림픽의 독립적인 국가로 목록에 오르기도 한다.
또한 1900년과 1904년 사이에 일어난 여러 사건들로 인해 무슨 경기가 올림픽이었는지에 대한 의견 충돌도 의견차도 있다. 몇몇 자료에서는 1906년 중간 올림픽을 메달 합계에 넣기도 한다.

### 독일
독일은 다섯 개의 다른 명칭으로 올림픽 경기에 참여해왔다. 아래는 각 명칭 별 메달 집계를 모아놓은 것이다.
| 국가 (IOC 코드)              | 하계 참가 횟수 | 1   | 2   | 3   | 계   | 동계 참가 횟수 | 1   | 2   | 3   | 계  | 전체 참가 횟수 | 1   | 2   | 3   | 총합 |
| ---------------------------- | -------------- | --- | --- | --- | ---- | -------------- | --- | --- | --- | --- | -------------- | --- | --- | --- | ---- |
| 독일 (GER)                   | 16             | 191 | 192 | 232 | 615  | 12             | 92  | 88  | 60  | 240 | 28             | 283 | 280 | 292 | 855  |
| 독일 (GER) (EUA)             | 19             | 219 | 246 | 268 | 733  | 15             | 100 | 94  | 65  | 259 | 34             | 319 | 340 | 333 | 992  |
| 독일 (GER) (EUA) (FRG)       | 24             | 275 | 313 | 349 | 937  | 21             | 111 | 109 | 78  | 298 | 45             | 386 | 422 | 427 | 1235 |
| 독일 (GER) (EUA) (FRG) (GDR) | 25             | 428 | 442 | 476 | 1346 | 21             | 150 | 145 | 113 | 408 | 46             | 578 | 587 | 589 | 1754 |

### 러시아 및 소련
러시아 연방과 러시아 제국의 메달은 IOC 이외의 자료에서 자주 합산된다. 소련과 연합 선수단 또한 종종 합쳐진다.
| 국가 (IOC 코드)                           | 하계 참가 횟수 | 1   | 2   | 3   | 계   | 동계 참가 횟수 | 1   | 2   | 3   | 계  | 전체 참가 횟수 | 1   | 2   | 3   | 총합 |
| ----------------------------------------- | -------------- | --- | --- | --- | ---- | -------------- | --- | --- | --- | --- | -------------- | --- | --- | --- | ---- |
| 러시아 출신 올림픽 선수 (OAR)             | 0              | 0   | 0   | 0   | 0    | 1              | 2   | 6   | 9   | 17  | 1              | 2   | 6   | 9   | 17   |
| 러시아 (RUS)                              | 6              | 148 | 125 | 153 | 426  | 6              | 47  | 38  | 35  | 120 | 12             | 195 | 163 | 188 | 546  |
| 러시아 (RUS) (RU1)                        | 9              | 149 | 129 | 156 | 434  | 6              | 47  | 38  | 35  | 120 | 12             | 195 | 163 | 188 | 546  |
| 소련 (URS)                                | 9              | 395 | 319 | 296 | 1010 | 9              | 78  | 57  | 59  | 194 | 18             | 473 | 376 | 355 | 1204 |
| 소련 (URS) (EUN)                          | 10             | 440 | 357 | 325 | 1122 | 10             | 87  | 63  | 67  | 217 | 20             | 527 | 420 | 392 | 1339 |
| 러시아 (RUS) (RU1) (OAR) 소련 (URS) (EUN) | 19             | 590 | 485 | 481 | 1556 | 17             | 136 | 107 | 111 | 354 | 36             | 726 | 592 | 592 | 1910 |

## 같이 보기
- 하계 올림픽 참가국 목록
- 동계 올림픽 참가국 목록
- 올림픽 다관왕 목록

## 참고

### 더 이상 존재하지 않는 국가
| - ANZ → AUS , NZL 오스트랄라시아(ANZ)는 오스트레일리아(AUS)와 뉴질랜드(NZL)를 대표하여 참가하였다. 1908년 및 1912년 올림픽에 참가하였다. - BOH → TCH → CZE , SVK 제1차 세계 대전 이후 체코슬로바키아(TCH)가 건국되기 이전, 보헤미아(BOH, 현 체코의 일부)의 선수들은 1900·1908·1912년 올림픽 경기에 참가하였다. 체코슬로바키아는 1920년에서 1992년까지 참가하였으며, 1994년부터는 각각 체코(CZE)와 슬로바키아(SVK)로 나뉘어 참가하고 있다. - BWI → BAR , JAM , TRI 바베이도스(BAR), 자메이카(JAM), 트리니다드 토바고(TRI) 선수들은 1960년에 서인도 연방(BWI)으로 참가하였다. 서인도 연방은 1958년부터 1962년까지 존재하였고, 1964년부터 세 국가는 각각 독립적으로 올림픽에 참여하기 시작했다. - SAA , EUA , GDR , FRG → GER 독일(GER)은 1896년부터 1952년까지, 그리고 1992년부터 현재까지 참가하고 있다. 제2차 세계 대전 이후 분단된 독일은 1952년 대회에서 독일(GER)과 자를란트(SAA)로 나뉘어 참가했다. 자를란트는 1957년 1월 1일 독일연방공화국(서독)으로 흡수되었고, 자를란트 선수들은 독일을 대표하여 참가하기 시작했다. 동독은 1952년 경기에 선수들을 보내지 않았는데, 그 이유는 당시 IOC가 동독(독일민주공화국) 올림픽 위원회를 국가가 아닌 지역을 대표하는 것으로 인식했기 때문이다. 1956년부터 1964년까지 독일은 올림픽 독일 연합 선수단(EUA)으로 서독과 동독이 함께 참가하였다. IOC가 동독 올림픽 위원회를 완전히 인정한 1968년부터 1988년까지 동독(GDR)과 서독(FRG)은 별개의 팀으로 참가하게 된다. - MAL , NBO → MAS 1963년 말레이시아(MAS)의 건국 이전, 말라야(MAL)와 북보르네오(NBO)는 1956년 대회에 따로 참가했으며, 말라야는 1960년 대회에도 참가하였다. - AHO 네덜란드(NED)의 자치령이었던 네덜란드령 안틸레스(AHO)는 1952년부터 2008년까지 독자적으로 참가하였다. 2010년에 네덜란드령 안틸레스가 해체되면서 네덜란드령 안틸레스 올림픽 위원회는 2011년에 IOC 회원 자격을 상실했다. - RU1 → URS → EUN → RUS 러시아 제국(RU1)은 제1차 세계 대전 이전 1900년, 1908년, 1912년 대회에 참가하였다. 소련(URS)는 1952년부터 1988년까지 참가하였다. 소련의 붕괴 이후 독립 국가 연합은 연합 선수단(EUN)이라는 이름 아래 1992년 대회에 참가하였다. 또한 러시아(RUS)와 기타 12개 국가들은 1994년 대회부터 별개로 참가하고 있다. | - SRB , YUG → IOP , SCG 세르비아(SRB, 1912년, 2006년~현재)는 1912년 처음 경기에 참가하였다. 유고슬라비아(YUG, 1920~1992년 동계)는 제2차 세계 대전 이전 1920년부터 1936년까지 유고슬라비아 왕국(1929년까지 정식 명칭은 세르비아-크로아티아-슬로베니아 왕국이었다.)으로 참가하였다. 해체 이전 모든 경기(1948년부터 1992년 동계)에는 유고슬라비아 사회주의 연방공화국이라는 이름으로 참가하였다. 크로아티아, 슬로베니아, 보스니아 헤르체고비나는 1992년부터 별개로 참가하고 있으며, 유고슬라비아 연방 공화국은 유고슬라비아 전쟁과 관련된 유엔 안전 보장 이사회의 제재로 인해, 마케도니아 공화국은 국가 올림픽 위원회가 없어서 독립 참가 선수단(IOP)으로 1992년 대회에 참가하였다. 마케도니아는 1996년부터 독자적으로 참가하고 있다. 세르비아 공화국과 몬테네그로 공화국으로 구성된 세르비아 몬테네그로(SCG, 1996~2006)은 1996년부터 2002년까지 유고슬라비아 연방 공화국으로, 2004년부터 2006년까지는 세르비아 몬테네그로로 참가하였다. 1912년 첫 참가 이후 96년 만인 2008년 대회부터 세르비아는 별개로 참가하고 있으며, 몬테네그로 역시 2008년 대회부터 독자적으로 올림픽에 참여하고 있다. - YAR , YMD → YEM 1990년 예멘 통일 이전 북예멘은 예멘 아랍 공화국(YAR)으로 1984년과 1988년 대회에 참가하였고, 남예멘은 예멘 인민 민주 공화국(YMD)으로 1988년 대회에 참가하였다. 예멘(YEM)은 통일 이후 1992년부터 참여하고 있다. - ROC → CHN , TPE 중화민국(ROC)은 1932년, 1936년, 1948년 대회에서 타이완을 포함한 중국(당시 CHN)으로 참가하였다. 국공 내전 이후 중화인민공화국(CHN)과 중화 타이베이(TPE)는 별개의 국가로 참가하고 있다. - ZZX ZZX는 초기 올림픽(1896~1904)에 존재하였던 다국적 혼성 선수단에 사용된 특별 코드이다. 혼성 선수단이 획득한 메달은 각 개별 국가로 합산되지 않는다. - IOA IOA는 IOC가 인정하지 않는 NOC의 선수들을 위해 사용된 특별 코드이다. 2000년 대회에서는 동티모르의 선수단이 개인 선수단(IOA)으로 참가하였다. 2012년 대회에서는 세 명의 전 네덜란드령 안틸레스 선수와 한 명의 남수단 선수가 독립 선수단(IOA)으로 참가하였다. 2016년 대회에서는 쿠웨이트의 선수단이 독립 선수단(IOA)으로 참가하였다. - OAR OAR은 IOC가 2018년 동계 대회에 참가한 러시아 출신 선수들을 위해 사용된 특별 코드이다. |

### 이름이 변경된 국가
| - BIZ 벨리즈는 1968년부터 1972년까지 영국령 온두라스(HBR)로 참가하였다. - BEN 베냉은 1972년 다호메이 공화국(DAH)으로 참가하였다. - BUR 부르키나파소는 1972년 오트볼타(VOL)로 참가하였다. - TPE2 국공 내전 이후 중화 타이베이(TPE)는 1956년, 1960년, 1972년, 1976년(동계) 경기에는 중화민국이라는 명칭으로, 타이완이라는 명칭 하에 1964년 및 1968년 대회에 참가하였다. IOC는 1979년부터 중화인민공화국(CHN)이 올림픽에 참여를 시작하자, 중화 타이베이라는 용어를 사용하기 시작했다. 실제로 이 명칭은 1984년에 처음 쓰였다. 타이완을 포함하여 중화민국이 중국이라는 이름으로 참여한 모든 경기(1932년, 1936년, 1948년)는 현재 중화민국의 경기 결과에 포함하지 않는다. - COD 콩고 민주 공화국은 1984년부터 1996년까지 자이르(ZAI)로 참가하였다. - CIV 코트디부아르는 1964년부터 1988년까지 아이보리코스트로 참가하였다. - EGY 이집트는 1960년부터 1968년까지 아랍 연합 공화국(UAR)으로 참가하였다. - GBR 그레이트브리튼 아일랜드 연합왕국(1896~1920)과 그레이트브리튼 북아일랜드 연합왕국(1924~현재)의 메달을 모두 포함한다. 두 국가 모두 동일한 코드를 사용하였다. - GHA 1957년 가나는 독립하기 이전에 골드코스트라는 명칭으로 1952년 대회에 참가한 적이 있다. | - GUY 1996년 가이아나는 독립하기 이전에 영국령 기아나라는 명칭으로 1948년부터 1964년까지 참가한 적이 있다. - HKG 홍콩(HKG)의 메달은 중국 홍콩 체육 협회 올림픽 위원회의 선수들이 수상한 모든 메달을 포함한다. ‘홍콩’이라는 명칭으로는 1952년부터 1996년까지 참가하였으며, 2000년부터는 ‘홍콩 차이나’라는 이름으로 참여하고 있다. - MYA 미얀마는 1948년부터 1988년까지 버마(BIR)로 참가하였다. - SAM 사모아는 1994년부터 1996년까지 서사모아로 참가하였다. - SRI 스리랑카는 1948년부터 1972년까지 실론(CEY)으로 참가하였다. - TAN 탕가니카와 잔지바르는 1964년 4월 탄자니아로 통합하였지만 1964년 대회의 공식 기록에서는 탕가니카라는 명칭을 사용하였다. - ZAM 잠비아는 1964년 대회의 마지막 날에 독립하였지만, 전체 경기에서는 북로디지아(NRH)로 참가하였다. - ZIM 1980년 짐바브웨가 독립하기 이전에, 남로디지아는 1928년, 1960년, 1964년 대회에 로디지아(RHO)로 참가하였다. |

### 참가 관련
| - A 브루나이는 1988년 대회에 선수 없이 임원 한 명만을 보내었다. 이는 참가 집계에 포함하지 않았다. - B 지부티는 2004년 대회의 개막식에는 참여했지만, 선수는 단 한 명도 없었다. 이는 참가 집계에 포함하지 않았다. - C 라이베리아는 1980년 대회의 개막식 참여 직후 보이콧을 하였다. 이는 참가 집계에 포함하지 않았다. - D 리비아는 1964년 대회의 개막식에는 참여했지만, 실제로 경기에 참여하지 않았다. 이는 참가 집계에 포함하지 않았다. - E 수리남은 1960년 대회의 개막식에는 참가했지만, 수리남의 유일한 참가자였던 선수가 일정 문제로 경기를 취소하였다. 이는 참가 집계에 포함하지 않았다. | - F 2014년 대회에 인도의 선수들은 인도 올림픽 협회의 자격 정지로 개막식에 올림픽기와 함께 독립 선수단 자격으로 입장하였다. 2014년 2월 11일, IOC의 제재가 철회되어 인도 이름과 국기를 달고 경기에 참여할 수 있게 되었다. - Ia Ib Ic 2000년 동티모르가 개인 선수단(IOA)으로 참가한 것, 2012년 네덜란드령 안틸레스가 독립 선수단(IOA)으로 참가한 것과 2016년 쿠웨이트가 독립 선수단(IOA)으로 참가한 것을 포함하지 않는다. - Za Zb Zc Zd Ze Zf Zg Zh Zi Zj Zk Zl Zm 1896년, 1900년, 1904년 대회에서 혼성 선수단으로 참가한 것을 포함하지 않는다. |

### 참가 분쟁 관련
| - H 불가리아 올림픽 위원회는 소피아에 거주하던 스위스의 체조 교사인 샤를 샴포가 1896년 대회에 불가리아를 대표하여 출전했다고 주장한다. IOC는 불가리아의 해당 대회 참여를 인정하고 있다. - I 칠레 올림픽 위원회는 칠레의 외교관이자 육상 선수인 루이스 쉬베르카조가 1896년 칠레를 대표하여 출전했다고 주장하며, IOC 역시 인정하고 있다. - J 일부 자료에서는 아이티의 펜싱 선수인 레옹 티에르셀랭이 1900년 대회에 출전하였으며, 이를 아이티의 첫 올림픽 출전으로 기록한다. 하지만 IOC는 아이티의 해당 대회 참가를 인정하고 있지 않으며, 이는 집계에 포함하지 않았다. - K 일부 자료에서는 이란의 펜싱 선수인 프레이둔 말콤이 1900년 대회에 출전하였으며, 이를 이란의 첫 올림픽 출전으로 기록한다. 하지만 IOC는 이란의 해당 대회 참가를 인정하고 있지 않으며, 이는 집계에 포함하지 않았다. - L 일부 자료에서는 페루의 펜싱 선수인 카를로스 데 칸다모가 1900년 대회에 출전하였으며, 이를 페루의 첫 올림픽 출전으로 기록한다. 하지만 IOC는 페루의 해당 대회 참가를 인정하고 있지 않으며, 이는 집계에 포함하지 않았다. - M 1900년 하계 올림픽 사이클 남자 포인트 레이스에 참가하여 금메달을 획득한 엔리코 브루소니의 기록에 대해 이탈리아 국가 올림픽 위원회는 인정을 하고 있지만 IOC는 해당 경기가 올림픽 정식 경기가 아닌 것으로 취급하고 있다. | - N 모나코는 1924년 하계 올림픽 예술에서 동메달을 획득하였다. 그러나 IOC는 올림픽 예술의 메달을 더 이상 인정하고 있지 않다. - Oa Ob 1900년 하계 올림픽 육상 남자 마라톤에서 금메달을 획득한 프랑스의 육상 선수 미셸 테아토는 룩셈부르크에서 태어났다. IOC는 이 메달을 프랑스의 기록으로 인정한다. - Pa Pb 1904년 대회에서 알버트 코레이가 프랑스를 대표로 참가한 것에 대해 논쟁이 있다. 경기 공식 기록에서는 ‘시카고 육상 협회 색깔의 옷을 입은 프랑스인’이라고 기술하고 있지만, IOC는 그가 마라톤에서 획득한 메달을 미국의 기록으로 다룬다. 그러나 4mi 단체에서 코레이가 세 명의 미국인과 함께 수상한 은메달은 혼성 선수단의 기록으로 여겨 두 메달의 국적이 상충된다. - Qa Qb 일부 자료에서는 1904년 하계 올림픽 레슬링 경기에서 두 명의 선수가 노르웨이 대표로 참가하여 금메달을 획득한 것으로 기록하지만, IOC는 두 메달 모두 미국의 메달로 인정한다. - R 1904년 대회에 참가한 미국의 마라톤 선수인 로버트 파울러는 뉴펀들랜드 출신이다. 이로 인해 뉴펀들랜드 식민지는 해당 대회에 참가한 독립국으로 종종 기록되기도 한다. IOC는 이를 인정하고 있지 않다. - S 이탈리아 선수인 프랭크 비조니는 1904년 하계 올림픽 사이클 남자 0.25mi 경기 참여 당시 미국에서 살고 있었다. 그러나 IOC는 비조니를 미국 선수로 여기며, 이탈리아의 그 해 올림픽 참가를 인정하지 않는다. |

## 참고 문헌
- (영어) 국제 올림픽 위원회 경기 결과
- (영어) Sports Library & Digital Collection 보관됨 2016-06-23 - 웨이백 머신 - LA84 Foundation